# Badminton ai III Giochi europei
Gli incontri di badminton ai III Giochi europei sono stati disputati dal 26 al 29 giugno 2023 presso l'Hala Unii di Tarnów.

## Podi
| Evento              | Oro                                           | Argento                                | Bronzo                                                                                |
| Singolare maschile  | Viktor Axelsen                                | Christo Popov                          | Misha Zilberman Toma Junior Popov                                                     |
| Singolare femminile | Carolina Marín                                | Mia Blichfeldt                         | Kirsty Gilmour Jenjira Stadelmann                                                     |
| Doppio maschile     | Danimarca Kim Astrup Anders Skaarup Rasmussen | Gran Bretagna Ben Lane Sean Vendy      | Gran Bretagna Adam Hall Alexander Dunn Francia Christo Popov Toma Junior Popov        |
| Doppio femminile    | Bulgaria Gabriela Stoeva Stefani Stoeva       | Paesi Bassi Debora Jille Cheryl Seinen | Francia Margot Lambert Anne Tran Germania Linda Efler Isabel Lohau                    |
| Doppio misto        | Paesi Bassi Robin Tabeling Selena Piek        | Francia Thom Gicquel Delphine Delrue   | Danimarca Alexandra Boeje Mathias Christensen Gran Bretagna Marcus Ellis Lauren Smith |

## Medagliere
| Pos.   | Paese         | Oro | Argento | Bronzo | Totale |
| ------ | ------------- | --- | ------- | ------ | ------ |
| 1      | Danimarca     | 2   | 1       | 1      | 4      |
| 2      | Paesi Bassi   | 1   | 1       | 0      | 2      |
| 3      | Bulgaria      | 1   | 0       | 0      | 1      |
| 3      | Spagna        | 1   | 0       | 0      | 1      |
| 5      | Francia       | 0   | 2       | 3      | 5      |
| 6      | Gran Bretagna | 0   | 1       | 3      | 4      |
| 7      | Svizzera      | 0   | 0       | 1      | 1      |
| 7      | Germania      | 0   | 0       | 1      | 1      |
| 7      | Israele       | 0   | 0       | 1      | 1      |
| Totale | Totale        | 5   | 5       | 10     | 20     |